# Antelientomon prodromi
Antelientomon prodromi är en urinsektsart som beskrevs av Yin 1974. Antelientomon prodromi ingår i släktet Antelientomon och familjen Antelientomidae. Inga underarter finns listade i Catalogue of Life.